# Säkerhetsglas
Säkerhetsglas och skyddsglas är två närbesläktade begrepp för att kategorisera vissa typer av glas. 
- Säkerhetsglas avser en typ av glas som förhindrar eller verksamt minimerar risken för personskador vid kontakt med glas.

- Skyddsglas avser glas som skyddar mot vandalism, beskjutning, intrång, inbrott, explosioner och sprängning, vattentryck, elektromagnetisk strålning, röntgenstrålning, brand, buller och UV-strålning

Det finns ett flertal olika typer av glas som marknadsförs som "skyddsglas" eller "säkerhetsglas" enligt nedan. 

## Säkerhetslaminerat glas
Vanligt planglas kan lamineras på en eller två sidor med en säkerhetsfilm.  En fördel med säkerhetslaminering är att det är billigt att göra en vanlig glasruta tåligare mot stötar och slag. Säkerhetsfilmen förhindrar också att glassplitter kastas omkring när rutan går sönder. Applikationen av säkerhetsfilmen kan göras utan att glasen måste bytas. Säkerhetsfilmen gör dock inte rutan i sig särskilt mycket starkare. 

## Laminerat glas
Huvudartikel: Laminerat glas
Laminerat glas består av två eller fler glasskivor som "limmats" samman med en plastfolie. Kallas ibland för "lamellglas" och även felaktigt för "pansarglas". Laminerat glas kan göras mycket tjockt, vilket tillsammans med de sega mellanskikten gör det svårforcerat, till och med skottsäkert vid tillräcklig tjocklek. Laminerade glasrutor är kostsamma och besvärliga att installera. Ytterligare en nackdel är att laminerat glas är enkelt att spräcka (även om det håller ihop). 

## Härdat glas
Huvudartikel: Härdat glas
Härdat glas är upp till fem gånger starkare än vanligt glas, men när det väl går sönder så spricker det i ett otal småbitar.  Bitarna i sig är dock inte vassa, vilket är förklaringen till att härdat glas används till saker som sidorutor i bilar, busskurer och dryckesglas. Fördelarna med härdat glas är det är förhållandevis billigt och enkelt att installera. Nackdelarna är att härdat glas måste måttbeställas, då det inte går att skära efter härdningen. Härdat glas är heller inte särskilt svårforcerat. Ett lätt slag med ett vasst föremål räcker ofta för att krossa rutan.